# Ракита (Софийска област)
Вижте пояснителната страница за други значения на Ракита.
Ракита е село в Западна България. То се намира в Община Сливница, Софийска област.

## География
Село Ракита се намира в планински район на 46 км от София и на 14 км от Сливница.

## История
Селището се споменава в Мрачката грамота на цар Иван Александър от 1 декември 1347 г.